# Hastinapur
Hastinapur (Hindi हस्तिनापुर, Sanskrit Hasti) ist ein Ort mit ca. 30.000 Einwohnern im Distrikt Meerut im nordindischen Bundesstaat Uttar Pradesh.

## Lage und Klima
Hastinapur liegt im Doab ca. 5 km westlich des Ganges und ungefähr 40 km (Fahrtstrecke) nordöstlich der Millionenstadt Meerut in einer Höhe von ca. 220 m. Das Klima ist oft schwülwarm und für indische Verhältnisse durchaus regenreich, wobei der größte Teil der jährlichen Niederschlagsmenge (ca. 935 mm/Jahr) in den Monsunmonaten, d. h. von Ende Juni bis Mitte September, fällt.

## Bevölkerungsentwicklung
| Jahr      | 1991   | 2001   | 2011   |
| Einwohner | 15.081 | 21.249 | 26.452 |

Infolge der Mechanisierung der Landwirtschaft und der Aufgabe kleinbäuerlicher Betriebe sind die Arbeitslosigkeit und die Armut auf dem Land enorm angestiegen; viele Menschen suchen deshalb ihr Glück in den Städten (Landflucht). Der männliche Bevölkerungsanteil übersteigt den weiblichen um ca. 12 %.

## Wirtschaft
Die Einwohner der Stadt und ihres Umlandes leben in erster Linie direkt oder indirekt von der Landwirtschaft; in der Stadt dominieren Kleinhandel, Handwerk und Tagelöhner. Aber auch der innerindische Pilgertourismus spielt eine wichtige Rolle.

## Geschichte
Das ehemals wahrscheinlich ca. 5 km nordöstlich gelegene Hasti war gemäß der Überlieferung die Hauptstadt eines ursprünglich vom sagenhaften König Bharata beherrschten vedischen Großreiches, in dessen Nähe Jahrhunderte später die berühmte Schlacht von Kurukshetra stattfand, die insbesondere durch die Beschreibung in der Bhagavad-Gita im Mahabharata berühmt wurde. In den 1950er Jahren durch den Archäologen B. B. Lal vorgenommene Ausgrabungen förderten eine spezielle Keramik (Painted Grey Ware) zutage, die um 720 v. Chr. datiert wird. Andere Keramikscherben (Ochre Coloured Pottery) werden sogar in die Zeit um 2500 v. Chr. datiert, was eher unwahrscheinlich ist, aber insgesamt einen frühen Beginn der Sesshaftigkeit der Menschen in diesem Teil Indiens glaubhaft macht.

## Sehenswürdigkeiten
Wegen des Fehlens von Steinmaterial gibt es in Hastinapur und seiner Umgebung keine künstlerisch oder historisch bedeutsamen Steinbauten; erst unter britischer Herrschaft begann man in großem Stil mit der Herstellung von gebrannten Ziegelsteinen, die jedoch zumeist verputzt wurden. Die meisten Tempel (mandira) der heutigen Stadt gehören zur Religion des Jainismus.
- Der Shri Digamber Jain Prachin Bada Mandir wurde im Jahr 1801 gebaut und ist dem Tirthankara Shantinatha geweiht. Die zentrale Figur wird begleitet von den Tithankaras Kunthunatha und Aranatha, die im Jain-Pantheon ansonsten kaum eine Rolle spielen.
- Der runde, achtfach abgestufte Ashtapad-Temple erinnert an den Ort, an dem der hochverehrte erste Jain-Tirthankara Rishabha oder Adinath ins Nirwana eingegangen ist. Im Innern wird der Tempel durch einen mächtigen, aber mehrfach abgestuften Pfeiler mit vier in alle Himmelsrichtungen blickenden sitzenden Jain-Figuren gestützt.
- Der turmartige verputzte Zentralbau des Jambudweep Jain Tirth ist von zahlreichen kleineren Schreinen umgeben.
- Der Ende des 20. Jahrhunderts in traditionellen Stilformen erbaute Mahavira-Temple ist dem 24. und letzten Tirthankara Mahavira gewidmet, dem eigentlichen Begründer der Jain-Lehre.
- Der in traditioneller Hindu-Manier errichtete Karna-Mandir besteht vollständig aus Ziegelstein. Lediglich der Shiva-Lingam in Innern wurde von weither geholt.

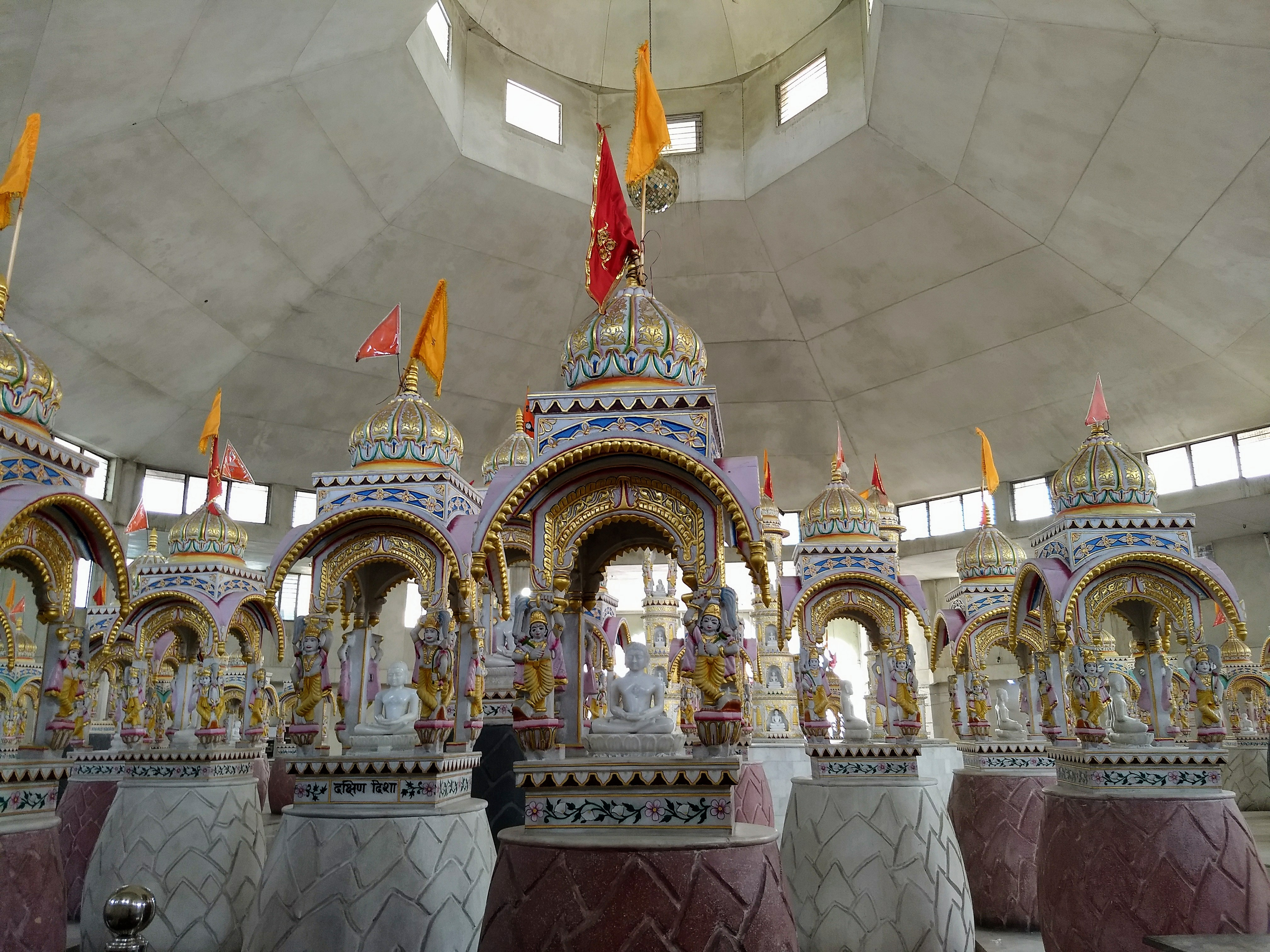
Halle im Jain Prachin Bada Mandir
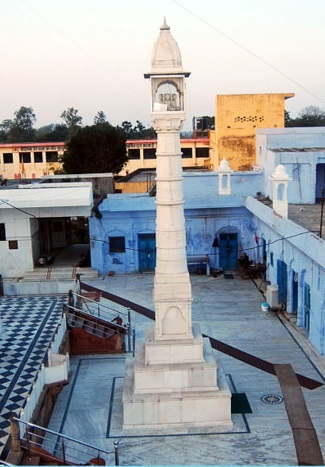
Pfeiler mit vier Jain-Figuren
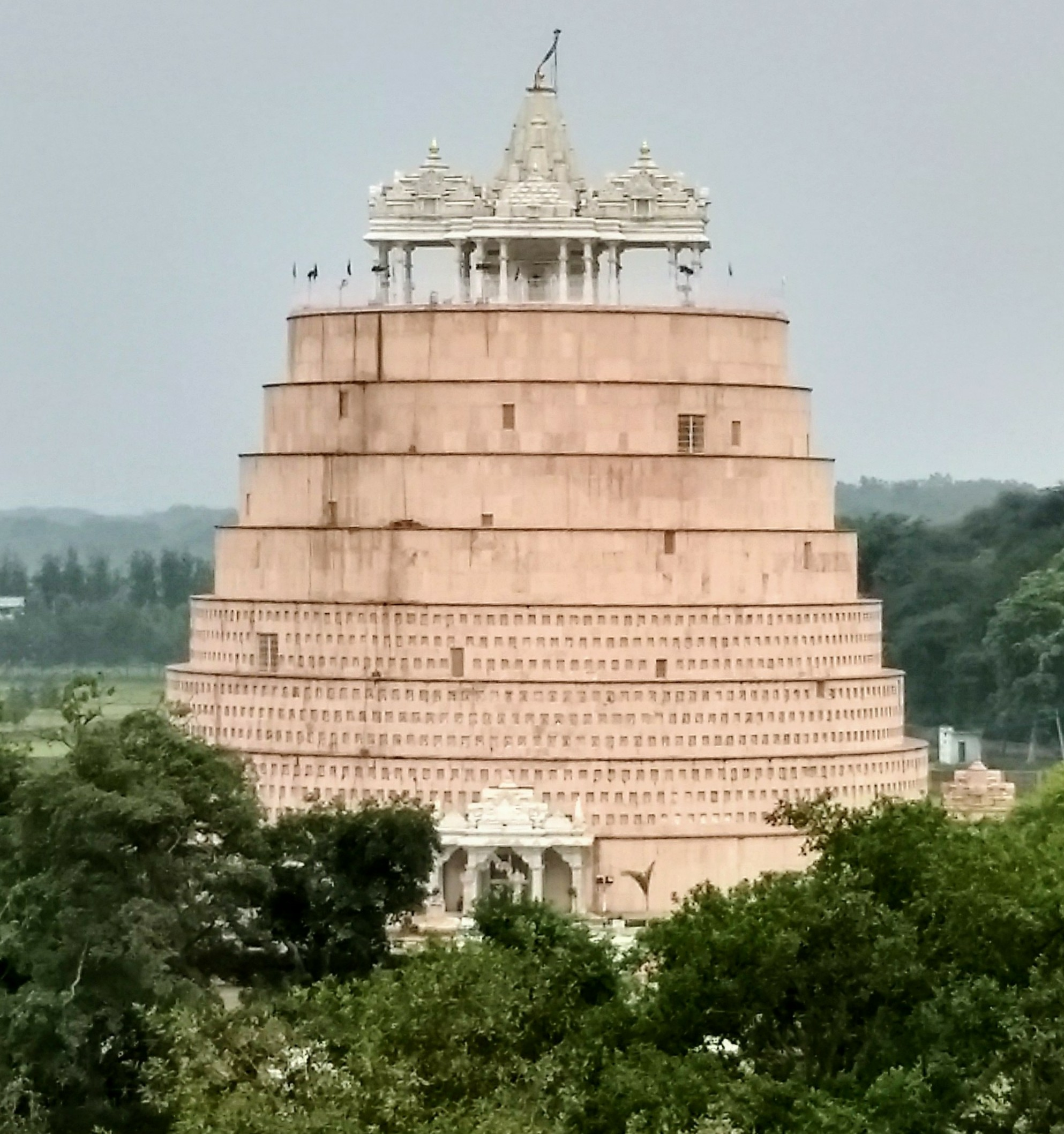
Ashtapad-Temple
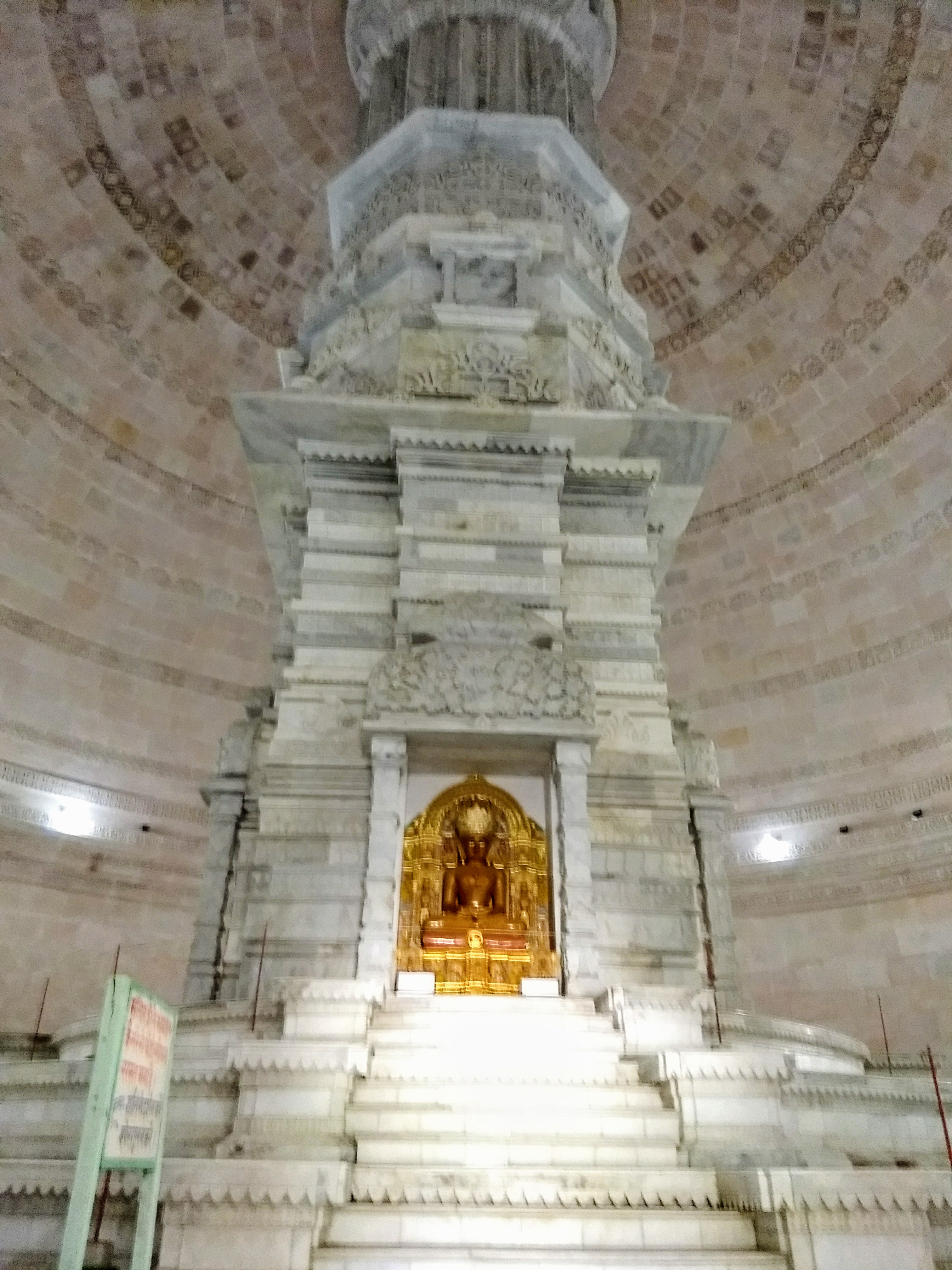
dto., Pfeiler
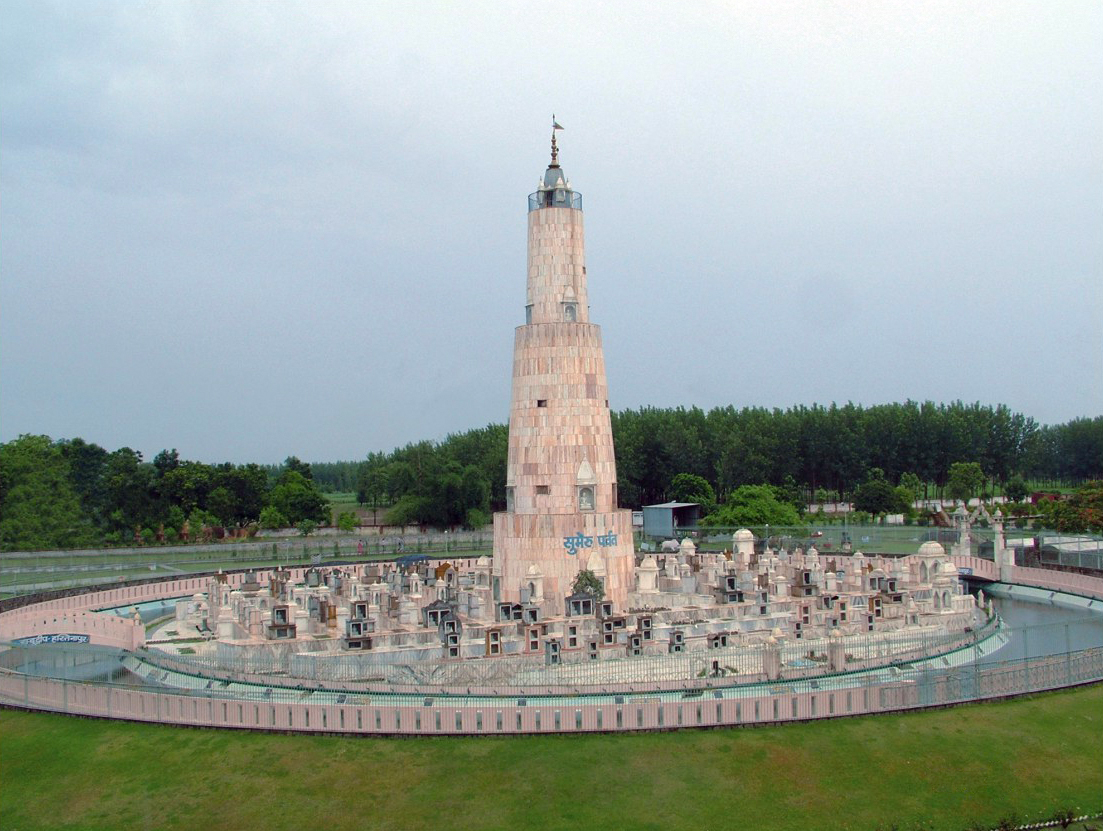
Jambudweep-Temple
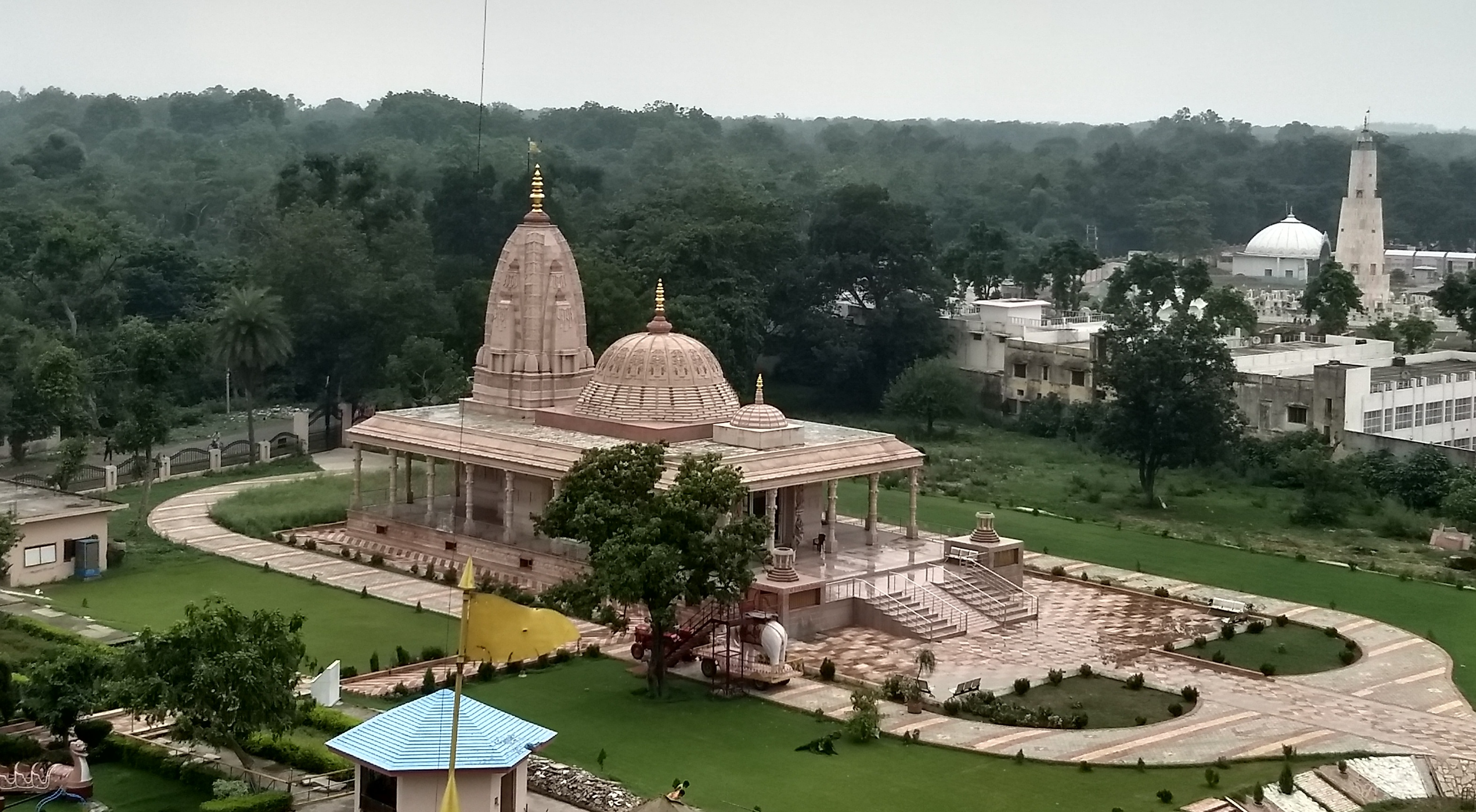
Mahavira-Temple